# Bassa Austria
La Bassa Austria o Austria Inferiore (in tedesco: Niederösterreich; in austro-bavarese: Niedaöstareich) è uno stato federato (Bundesland) dell'Austria, il più grande per superficie.

## Geografia fisica

### Territorio

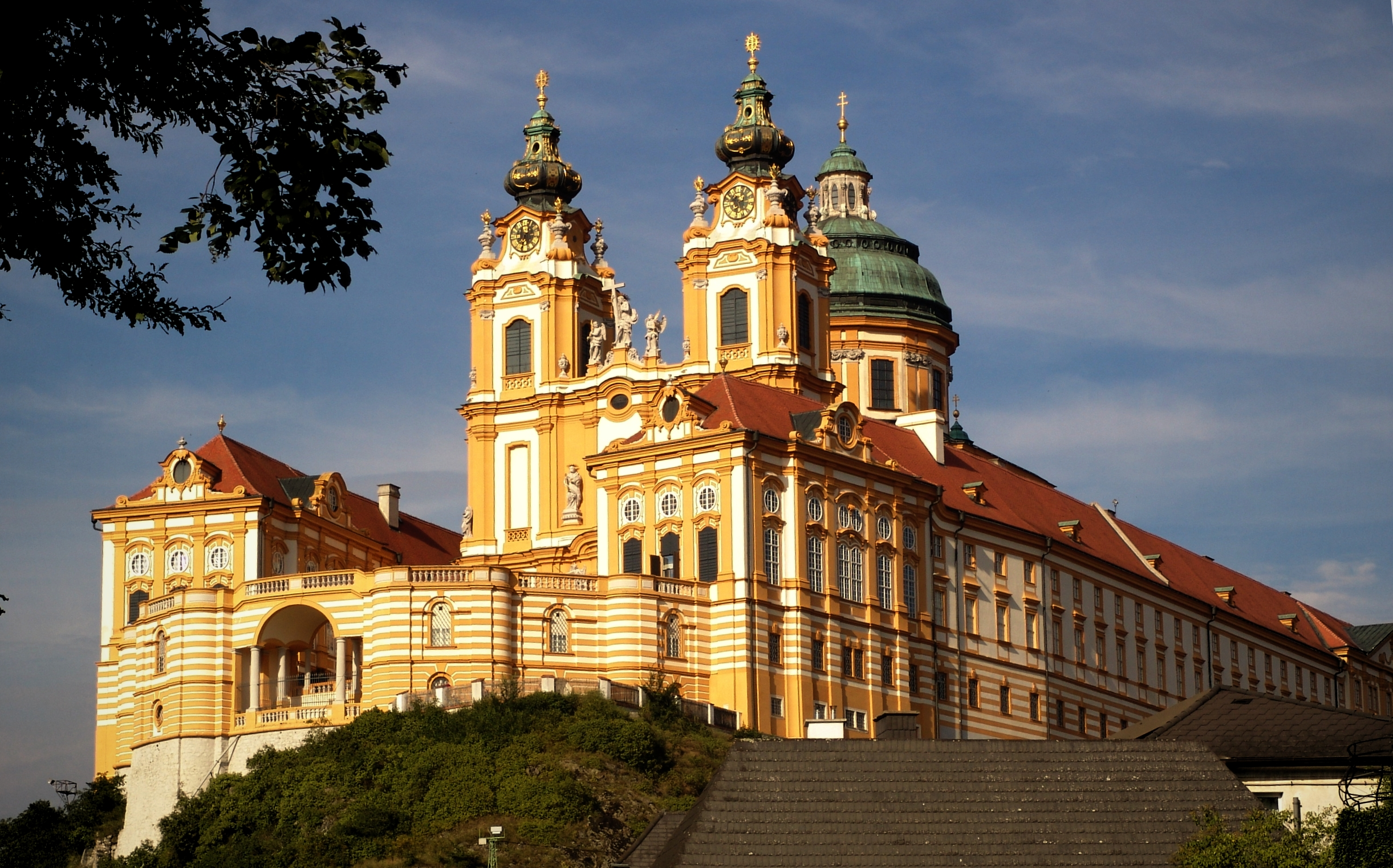
L'abbazia di Melk, Bassa Austria

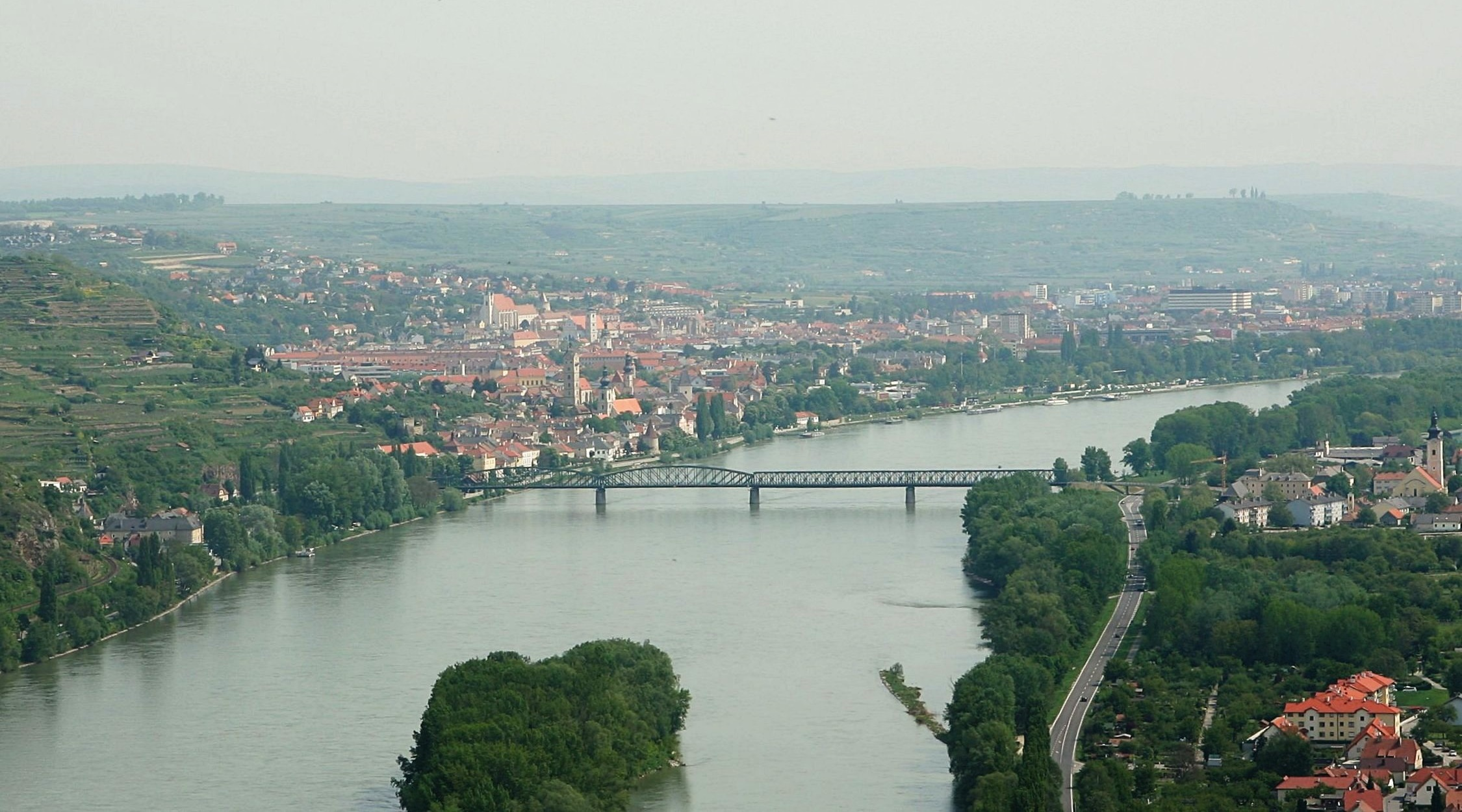
La città di Krems vista nel punto in cui il Danubio attraversa la valle di Wachau

Confina con la Repubblica Ceca (Boemia Meridionale e Moravia Meridionale) a nord, con la Slovacchia (regioni di Trnava e di Bratislava) a est, con il Burgenland a sud-est, con la Stiria a sud e con l'Alta Austria a ovest. Lo stato di Vienna è completamente compreso all'interno della Bassa Austria.
La Bassa Austria è il più esteso ed il più agricolo dei Bundesländer, all'interno del suo territorio è situata come un'enclave la capitale Vienna, che ha dovuto lasciare il ruolo di capoluogo amministrativo a St. Pölten; è attraversata interamente dal Danubio, lungo il quale si snodano le principali città e le più importanti vie commerciali della regione.
Questo Bundesland vanta un'enorme varietà di paesaggi, dal Danubio alle Prealpi, dai colli boemi alla pianura ungherese, e può offrire meravigliosi spettacoli naturali che, sia nella stagione estiva che in quella invernale, attirano molti turisti.

## Storia
Fino dall'antichità abitata da popolazioni celtiche, la parte meridionale della regione viene fatta provincia romana con il nome di Norico.
Viene poi compresa nella Marca Orientale carolingia del IX secolo, ed assume il primo assetto statale sotto la dinastia dei Babenberg, che fa della vecchia marca un potente ducato di confine.
Conosce il suo massimo splendore sotto la dinastia degli Asburgo, che elevano il Ducato ad Arciducato, facendo diventare la regione della Bassa Austria un importante centro culturale europeo.
Il Bundesland della Bassa Austria viene istituita con la creazione della Prima Repubblica Austriaca, creatasi in seguito alla caduta dell'Impero austro-ungarico, per venire poi trasformato in Reichsgau Niederdonau ai tempi del nazismo.
Durante la seconda guerra mondiale, tutta la regione viene bombardata dagli Alleati e ricostruita con l'aiuto degli Stati Uniti.
L'assetto attuale di questo Bundesland risale alla proclamazione della Seconda Repubblica Austriaca nel 1955.

## Politica
Durante la Prima Repubblica d'Austria, solo tra il 1919 e il 1921 il Land fu governato dalla sinistra; dal 1921 al 1938 fu schierato coi Cristiano-Sociali.
La Bassa Austria è dal 1945 un feudo dell'ÖVP. Erwin Pröll è stato leader regionale democristiano indiscusso del partito e del Land per 25 anni, dal 1992 al 2017. Alle elezioni del 3 marzo 2013, l'Övp ottenne il 50,79% e la maggioranza assoluta al Landtag. Nel 2016, Johanna Mikl-Leitner si è dimessa da Ministro dell'Interno del Governo federale di Vienna per assumere la guida del partito democristiano, succedendo a Pröll.
Alle elezioni regionali del 28 gennaio 2018, l'ÖVP di Mickl-Leitner ottiene il 49,6% dei voti e 29 seggi su 56, uno più della metà. La SPÖ cresce del 2,35% al 23,92%; la FPÖ raddoppia i voti, passando dall'8,2% al 14,8%; i Verdi scendono al 6,4%, perdendo l'1,5%;  la NEOS, al suo debutto nel land, ottiene il 5,2%

### Composizione del parlamento della Bassa Austria
- ÖVP: 49,64% di voti, 29 seggi
- SPÖ: 23,92% di voti, 13 seggi
- FPÖ: 14,76% di voti, 8 seggi
- Verdi:  6,42% di voti, 3 seggi
- NEOS: 5,15% di voti, 3 seggi

## Amministrazione
|  | Città statutarie - Krems (KS) - Sankt Pölten (P) - Waidhofen an der Ybbs (WY) - Wiener Neustadt (WN) Città - Klosterneuburg (KG) - Schwechat (SW) | Distretti - Amstetten (AM) - Baden (BN) - Bruck an der Leitha (BL) - Gänserndorf (GF) - Gmünd (GD) - Hollabrunn (HL) - Horn (HO) - Korneuburg (KO) - Krems-Land (KR) - Lilienfeld (LF) | - Melk (ME) - Mistelbach (MI) - Mödling (MD) - Neunkirchen (NK) - Distretto di Sankt Pölten-Land (PL) - Scheibbs (SB) - Tulln (TU) - Waidhofen an der Thaya (WT) - Wiener Neustadt-Land (WB) - Zwettl (ZT) |